# Stenothoe symbiotica
Stenothoe symbiotica är en kräftdjursart som beskrevs av Robert Alan Shoemaker 1956. Stenothoe symbiotica ingår i släktet Stenothoe och familjen Stenothoidae. Inga underarter finns listade i Catalogue of Life.